# د لنلی آیلند
د لُنلی آیلند (انگلیسی: The Lonely Island) گروه کمدی سه‌نفرهٔ آمریکایی است. اندی سمبرگ، اکویا شوفر، و جورما تاکون سه عضو آن هستند که گروه را پس از فارغ‌التحصیلی از کالج در سال ۲۰۰۱ میلادی در برکلی، کالیفرنیا ایجاد کردند. آن‌ها آغاز به ساخت نماهنگ‌هایی کردند که ترکیبی از موسیقی و طنز بود.
د لنلی آیلند در سال ۲۰۰۵ میلادی رسماً با پخش زنده شنبه شب دست به همکاری زد. آن‌ها نماهنگ‌های کوتاه کمدی‌ای را مستقلاً می‌ساختند و در ساتردی نایت لایو پخش می‌کردند. نماهنگ‌های آن‌ها موفقیت‌های قابل توجهی را در فضای مجازی کسب کرد. برخی از آن‌ها عبارتند از: «آلت در جعبه»، «در شلوارم ارضا می‌شوم»، «سوار قایق هستم»، «مانند رئیس»، «همین الآن آمیزش جنسی داشتم»، «جک اسپارو»، و «یولو».
د لنلی آیلند تاکنون سه آلبوم استودیویی در سال‌های ۲۰۰۹، ۲۰۱۱، و ۲۰۱۳ میلادی منتشر کرده است.